# ハリ・ロバンペラ
ハリ・ロバンペラ（芬: Harri Rovanperä, 1966年4月8日 - ）はフィンランド・ユヴァスキュラ出身のラリードライバーである。
「ハリ・ロバンペッラ」と表記されることもあるが、母国語の発音では「ハッリ・ロバンペラ」に近い。

## 経歴
1989年4月3日にサンビーム・アヴェンジャーで最初のラリーに参加し、世界ラリー選手権（WRC）には1993年に初参戦した。1995年にオペル・アストラを駆りフィンランド・ラリー選手権の下位クラス（aクラス）のチャンピオンとなり、1996年のRACラリーにセアト・イビサ・キットカーでスポット参戦した。その後もWRCのF2クラスにセアトチームから参戦し続け、1998年にはコルドバWRCで終盤4戦に参戦した。翌1999年にはフル参戦を果たし、この年の最終戦グレートブリテンでは初の表彰台となる3位を獲得した。
しかし2000年、セアトチームはディディエ・オリオールとトニ・ガルデマイスターをレギュラードライバーに選択したためシートを失い、この年はトヨタ・カローラWRCで4戦にスポット参戦したのみだったが、ポルトガルで4位、母国フィンランドでは3位を獲得した。

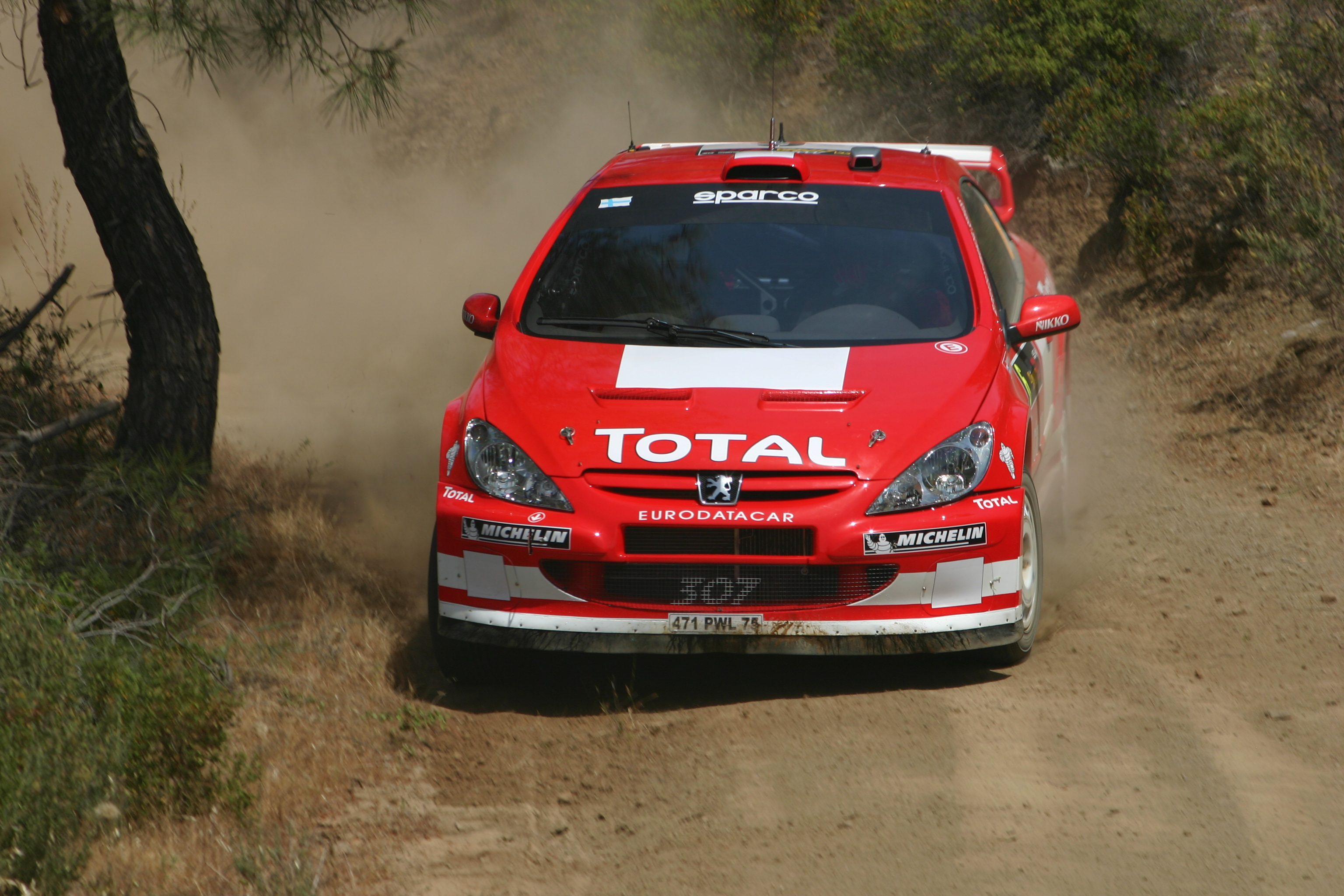
2004年キプロスでプジョー・307WRCをドライブするロバンペラ

2001年に、当時トップチームだったプジョーに加わり、206WRCをドライブした。プジョーチームから出場する初めてのラリーとなったスウェディッシュ・ラリーで初優勝を果たし、かつ他のレギュラーメンバーも優勝したこともあり、2連覇のマニュファクチャラーズタイトルに貢献した。この年にはレース・オブ・チャンピオンズにおいても優勝を果たした。
その後も2004年までプジョーのグラベル／スノーラリー要員として参戦を続け安定した成績を残し、エースドライバーのマーカス・グロンホルムと1・2フィニッシュを何度か記録した。

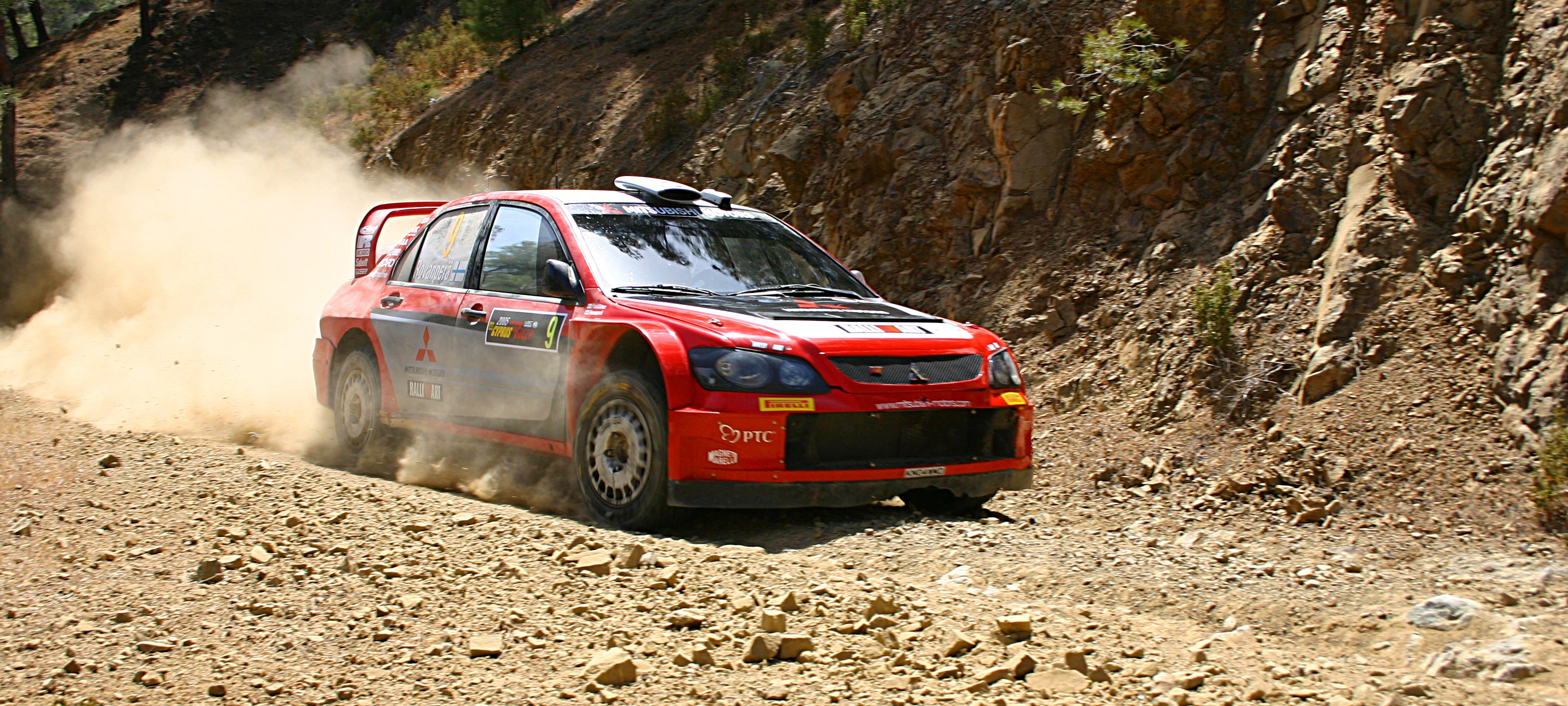
2005年キプロスで三菱・ランサーWRCをドライブするロバンペラ

2005年に三菱に移籍し、レギュラードライバーとしてフル参戦した。熟成の進んだランサーWRCを駆り中段グループで安定してポイント獲得を続け、最終戦ラリー・オーストラリアでは2位表彰台を獲得したものの、その後三菱本社の経営方針の変更に伴って三菱のWRC撤退が決まり、シートを失った。
2006年はレッドブル・シュコダからファビアWRCで6戦にスポット参戦したが、テストも行われないチーム体勢でマシンのパフォーマンスは一向に向上せず、ポイント獲得には至らなかった。この年をもってWRCを離れた。
2007年はフィンランド・ラリークロス選手権にフォード・フォーカスやボルボ・S40で参戦し、2010年にはアメリカのデザート・レース3戦にフォード・ラプターで参戦するなど、ラリー活動を続けている。

## その他
- 2005年ラリージャパンで、松岡修造をナビシートに乗せて体験走行を行った。
- 息子のカッレ・ロバンペラが2010年（当時8歳）にトヨタ・スターレットKP61で雪道をドライブしている動画が公開されており、父譲りのドライビングテクニックを伺うことができる[2]。その後カッレは着実に経験を積み、2016年にプロデビューして16歳でラトビア選手権を制覇[3]。2017年はWRC2で最年少優勝を遂げ、2022年にはWRCで最年少ワールドチャンピオンとなった